# Central nuclear de Mihama
La central nuclear de Mihama (美浜発電所 "Mihama hatsudensho") és una central nuclear a la ciutat de Mihama, a la Prefectura de Fukui del Japó, i gestionada per l'empresa Kansai Electric Company, KEPCO. La central té tres reactors nuclears d'aigua pressuritzada de disseny Westinghouse Electric construïts per MHI.
| Reactors nuclears | Potència neta (MWe) | Construcció (any-mes) | Divergència (any-mes) | Connexió (any-mes) | Kp nets 2004 (%) | Kp nets acumulats (%) | Proveïdor |
| MIHAMA-1          | 320                 | 1967-2                | 1970-7                | 1970-8             | 62,8             | 51                    | WEST      |
| MIHAMA-2          | 470                 | 1968-5                | 1972-4                | 1972-4             | 71,3             | 61                    | WEST      |
| MIHAMA-3          | 780                 | 1972-8                | 1976-1                | 1976-2             | 62,8             | 74                    | M         |
| ----------------- | ------------------- | --------------------- | --------------------- | ------------------ | ---------------- | --------------------- | --------- |

## Incident
El 9 d'agost de 2004, un accident de la central va causar la mort de quatre persones i va deixar set ferits. La causa de l'accident va ser una fuita de vapor d'aigua, no radioactiu, en un edifici on hi havia les turbines del reactor Mihama III. És el pitjor accident al Japó en una central nuclear. fins a l'accident nuclear de Fukushima I de 2011. L'operador de la planta reconegué la manca de supervisió de les seves instal·lacions.